# Elektron (zlata zlitina)
Elektron (latinsko electrum iz grškega starogrško ἤλεκτρον èlektron) je samorodna zlitina zlata in srebra s sledovi  bakra in drugih kovin. Proizvede se lahko tudi umetno. Kot tak je pogosto znan kot zeleno zlato. Stari Grki so ga, v nasprotju z 'rafiniranim zlatom', imenovali 'zlato' ali 'belo zlato'. Barva elektrona je svetlo do  živo rumena in odvisna od razmerja med zlatom in srebrom.
Vsebnost zlata v samorodnem elektronu iz sedanje zahodne Anatolije je 70-90%. Elektron, ki so ga za kovanje denarja uporabljali v Lidiji, ki spada v isto geografsko področje, je vseboval samo 45–55% zlata. Iz tega je razvidno, da so že takrat povečevali dobičke s kovanjem denarja z nižjo vsebnostjo zlata, kot je bila običajna. 
V Starem Egiptu so elektron uporabljali že v 3. tisočletju pr. n. št. za prevleke piramidionov piramid in obeliskov in izdelavo pivske posode. Elektron je bil tudi prva kovina, iz katere se je proti koncu 7. in na začetku 6. stoletja pr. n. št. koval prvi znani denar. Iz pozlačenega zelenega so bile več desetletij izdelane tudi medalje, ki so jih prejemali Nobelovi nagrajenci. 

## Ime
Ime elektron je poslovenjena oblika grške besede ἤλεκτρον (èlektron). Ime je poznal že Odisej za kovino, sestavljeno iz zlata in srebra. Grki so isto besedo uporabljali tudi za jantar, verjetno zaradi njegovih različnih odtenkov rumene barve.  Ker ima jantar elektrostatske lastnosti, sta se iz njegovega imena izpeljala sodobna izraza elektron in elektrika. V Stari Grčiji so elektron imenovali tudi 'belo zlato'. Bolj primeren naziv bi bil 'bledo zlato', ker je običajno bledo rumen ali rumenkasto bel. Sodobni izraz belo zlato se običajno nanaša na zlitino zlata z nikljem, srebrom, platino ali paladijem, ki ima srebru podoben videz.

## Sestava
Samorodni elektron je sestavljen predvsem iz zlata in srebra. Včasih vsebuje sledove platine, bakra in drugih kovin. Naziv elektron se uporablja praviloma za zlitine s približno 20–80% zlata in 80–20% srebra. Naziv 'zlati' ali 'srebrni elektron' je odvisen od tega, kateri element prevladuje. Kemijske analize starogrških kovancev iz obdobja okoli 600 pr. n. št. so pokazale, da so vsebovali okoli 55,5% zlata. Kovanci, ki so jih v tistem času kovali drugod, so v Fokaji vsebovali 46%, v Mitileni  pa 43% zlata. Kasnejši kovanci na tem ozemlju so leta 326 pr. n. št. vsebovali povprečno 40-41% zlata. Kartažanski kovanci so bili še bolj siromašni. V Bizantinskem cesarstvu se je vsebnost zlata v zlatnikih še zmanjšala. Bizantinski so bili prvi, ki začeli proizvajati in uporabljati zlitino, ki bi se lahko imenovala elektron.

## Zgodovina
V Starem Egiptu je elektron omenjen v opisu odprave faraona Sahureja iz Pete dinastije. Omenja ga tudi Plinij starejši v  svojem delu Naturalis Historia. V hebrejski Bibliji ga omenja prerok Ezekiel, ki pravi, da je imel videnje Jahveja na nebeškem vozu (Ezekiel 1:4).

### Zgodnji kovanci
Najzgodnejši znani kovanci iz elektrona so lidijski in vzhodnogrški kovanci, odkriti pod Artemidinim tempeljem v Efezu. Datirani so v zadnjo četrtino 7. stoletja pr. n. št. (625-600 pr. n. št.). Iz elektrona so bili zagotovo tudi kovanci lidijskega kralja Aliata II. okoli leta 600 pr. n. št.
Elektron je za denar mnogo bolj primeren kot zlato, ker je trši in zato bolj trajen, pa tudi zato, ker tehnike za rafiniranje zlata niso bile dovolj znane. Neskladnosti med vsebnostjo zlata v samorodnem elektronu iz zahodne Anatolije (70–90%) in vsebnostjo v lidijskih kovancih (45–55%) kažejo, da so Lidijci že obvladovali postopke za rafiniranje srebra, ki so ga nato dodajali naravnemu elektronu preden so začeli kovati denar iz čistega srebra.
Lidijski kovanci iz elektrona so tehtali 4,7 g in bili vredni 1/3 staterja ('standarda'). Trije takšni kovanci so tehtali približno 14,1 g in bili vredni približno mesečno plačo vojaka. Od staterja manjši kovanci so bili trite (1/3 staterja), hekte (1/6  staterja) in tako naprej do 1/96 staterja.  Slednji je tehtal samo 0,14-0,15 g. Kovali so se tudi kovancz z večkratno vrednostjo staterja. Zaradi različnih sestav elektrona je bilo težko določiti natančno vrednost posameznega kovanca, kar je močno oviralo trgovanja.
Težave so odpravili okoli leta 570 pr. n. št., ko je začel lidijski kralj Krez v Sardah kovati denar iz čistega zlata in čistega srebra. Wlektron je bil kljub temu v rabi do približno 350 pr. n. št. Najpreprostejši razlog za odpravo je bil ta, da je bilo zlato v enem 14,1 g staterju  vredno ravno toliko kot deset 14,1 g srebrnikov. 
- Nomizma bizantinskega cesarja Alekseja I. Komnena
- Trite kralja Aliata II. Lidijskega,  610-560 pr. n. št.
- Kovanec iz Efeza, 620-600 pr. n. št.
- Kovanec iz Kizikosa, Mizija, prva polovica 4. stoletja pr. n. št.
- Kartažanski stater,  okoli 300 pr. n. št.